# Загроза зараження
«Загроза зараження» — кінофільм режисера Гленн Чіано, що вийшов на екрани в 2012 році.

## Зміст
Батько і син - любителі пополювати на оленів. Щороку вони приїжджають в мисливський клуб, де зустрічають старих знайомих і разом вирушають вбивати невинних тварин. І все б нічого якби не одна хвора і зникла в лісах старенька з досить дивними симптомами... Мати одного і, за сумісництвом, дружина другого головних героїв по телевізору дізнається про жахливий вірус (сказі) який передається від оленів до людей і, звичайно ж, поспішає попередити своїх близьких. Шкода, що вони вже пішли глибоко в ліс і випробували перший рогату жертву на смак.

## Ролі
| Актор                 | Роль |
| --------------------- | ---- |
| Майкл Медсен          | Луїс |
| Вільям Форсайт        | -    |
| Крісті Карлсон Романо | -    |
| Том ДеНуччі           | -    |
| Джонні Чикко          | -    |
| Джанін Кейн           | -    |
| Kevin DeCristofano    | -    |
| Майкл Николози        | -    |
| Енні Уорден           | -    |
| Wendy Overly          | -    |

## Знімальна група
- Режисер — Гленн Чіано
- Сценарист — Гленн Чіано, Роберт Ротондо мол.
- Продюсер — Чад А. Верді, Ніколас Джон Білотта
- Композитор — Ерік Масунага